# Lac Nevers
Lac Nevers är en sjö i Kanada.   Den ligger i provinsen Québec, i den sydöstra delen av landet, 300 km norr om huvudstaden Ottawa. Lac Nevers ligger 400 meter över havet.
Trakten runt Lac Nevers är nära nog obefolkad, med mindre än två invånare per kvadratkilometer.